# Geep Pond
Der Geep Pond ist ein Tümpel auf Bird Island im Archipel Südgeorgiens im Südatlantik. Er liegt westlich des Stejneger Peak in der Bottom Meadow und besitzt einen Überlauf zum Payne Creek.
Das UK Antarctic Place-Names Committee benannte ihn 2012 nach einem lautmalerischen Derivat des englischsprachigen Akronyms „GP“ für den auf Bird Island vertretenen Riesensturmvogel (englisch Giant petrel).